# Ojos de Brujo
Ojos de Brujo est un groupe musical espagnol, originaire de Barcelone, en Catalogne, actif entre 1996 et 2013. Il se caractérise par la fusion de différents styles, cherchant à concilier le flamenco avec d'autres styles musicaux comme le reggae, le hip-hop, le rock et la musique électronique.

## Histoire
Le projet Ojos de Brujo naît à Barcelone en 1996 après la rencontre dans des bœufs de plusieurs musiciens de la scène barcelonaise du moment. C'est lors de ces sessions qu'ils composent les chansons de leur premier disque, Vengue, datant de 1999. Celui-ci est édité, en plus de l'Espagne, dans d'autres pays comme la Belgique, les Pays-Bas, la France, l'Italie et l'Allemagne, assurant leur promotion dans des festivals à travers l'Europe.
La formation comprend désormais Ramón Giménez, Juanlu, Marina (« La Canillas »), Xavi Turull, Panko, Sergio Ramos (ex-Wom! A2) et Maxwell Wright, mais bénéficie toujours de collaborations de tous types. En 2001 ils rompent leur contrat avec leur label Edel, décident de s'auto-gérer et commencent la tournée Abriendo Puertas à travers l'Espagne. L'album Barí sort en 2002 et est produit par La Fábrica de colores, un label que les musiciens créent et gèrent pour la production et l'édition de leurs propres travaux. Leur tournée  les entraîne dans des festivals au  Mexique, Canada, Japon, Colombie, Maroc, Hongrie, France, Allemagne, Hollande et Italie entre autres pays.
Techarí est leur troisième projet discographique, lancé le 20 février 2006,,,.
En 2007, ils sortent un album live intitulé Techarí Live, où ils interprètent des chansons de leur dernier album et une version d'un titre de Bob Marley, Get Up, Stand Up avec Faada Freddy. En 2009, un nouvel album intitulé Aocaná, constitue leur quatrième album studio, avec plusieurs collaborations, telles que Tote King, ou Chano Domínguez. En 2010, une compilation intitulée Corriente Vital passe en revue leurs 10 ans de carrière, avant de se séparer. Cet album comprend des versions de ses chansons ou des collaborations avec Manolo García, Eva de Amaral, Bebe, Roldan de Orishas, Estopa, Najwa Mimri, ou Chicuelo, entre autres. Ces deux derniers albums sont édités par Warner. En 2012 et 2013, ils se séparent,.

## Membres
- Marina « La Canillas » Abad - chant
- Dani Carbonell - chant, divers instruments
- Ramón Giménez - guitare flamenca[12]
- Xavi Turull - cajón, tabla, congas, percussion
- DJ Panko - scratch
- Sergio Ramos - batterie, cajón[12]
- Maxwell Wright - percussion, chant
- Paco Lomeña - guitare flamenca
- Javi Martin - basse
- Carlitos Sarduy - congas, trompette, clavier

## Discographie
- 1999 : Vengue
- 2002 : Barí
- 2003 : Barí: Remezclas de la casa
- 2006 : Techarí
- 2007 : Techarí Live
- 2007 : Techarí Remixes
- 2009 : Aocaná
- 2009 : Corriente vital

### Apparitions
- Participation à la reprise du morceau Zambra, sur Amoeba, second album du groupe Hacride, sorti en février 2007.
- Participation à l'album Con tierra en los bolsillos du rappeur El Payo Malo avec la chanson De donde vengo; sorti en 2001.

## Vidéographie
- Girando Barí (2005)
- Techarí Live (DVD) (2007)